# Consulta popular en el Distrito Metropolitano de Quito de 2023
La consulta popular en el Distrito Metropolitano de Quito de 2023, conocida como "Consulta del chocó andino", fue una elección local de iniciativa ciudadana, según la Constitución y la ley; que buscó prohibir la exploración y explotación de actividades de minería metálica en el área reservada del Chocó Andino al noroccidente de Quito. Esta consulta fue convocada por la ciudadanía tras la recolección de firmas impulsada por el colectivo Quito Sin Minería.
Esta consulta tuvo de ámbito solamente al Distrito Metropolitano de Quito y se realizó el mismo día que las elecciones presidenciales y legislativas adelantadas de 2023. Fue la tercera consulta popular cantonal realizada en Ecuador para prohibir actividades de minería, tras la consulta en Quimsacocha en 2019 y en Cuenca de 2021.

## Antecedentes
En 2018, la UNESCO declaró al chocó andino de Pichincha como Reserva de la Biosfera por sus características geográficas y ambientales. El chocó andino es un entorno montañoso que va de los 360 hasta los 4480 metros sobre el nivel del mar. La región tiene una gran biodiversidad, alberga 270 especies de mamíferos, incluyendo al oso de anteojos y especies endémicas como el tucán del Chocó, y más de 3000 especies vegetales. Además se han encontrado en la zona al menos 528 vestigios arqueológicos.

Ubicación de las parroquias de la Mancomunidad del Choco Andino

El chocó andino se ubica en la región subtropical al noroeste de la ciudad de Quito, en las parroquias de Pacto, Gualea, Nanegal, Nanegalito, Nono y Calacalí. Los gobiernos autónomos descentralizados de estas parroquias rurales del Distrito Metropolitano, constituyeron en el año 2014 la Mancomunidad del Chocó Andino con el fin de articular esfuerzos que permitan la conservación ecológica de la región, así como su desarrollo productivo sustentable.
En el año 2022, el Colectivo Quito Sin Minería lanzó una campaña para recolectar firmas que permita convocar a una consulta popular de iniciativa ciudadana para prohibir la minería metálica en esta región del Distrito Metropolitano de Quito. Según la normativa electoral para convocar una consulta popular cantonal o distrital se requiere la firma del 10% del padrón electoral de la localidad, en el caso de Quito, esto significaba alrededor de 201 mil firmas de apoyo.
El colectivo presentó alrededor de 450 mil firmas e inicialmente, más de la mitad fueron anuladas por el Consejo Nacional Electoral por inconsistencias en el padrón electoral. Quito sin Minería realizó una campaña para que los firmantes revisen si su firma fue validada y poder subsanar inconsistencias, además de apelar al CNE la decisión, exigiendo que se use un padrón electoral actualizado para que las firmas de adolescentes entre 16 y 18 años puedan ser utilizadas. Tras este proceso el CNE aprobó 206.571 firmas, dando luz verde a la consulta. La convocatoria fue originalmente aplazada por la muerte cruzada para poder realizarse al mismo tiempo que las elecciones adelantadas.

## Campaña electoral

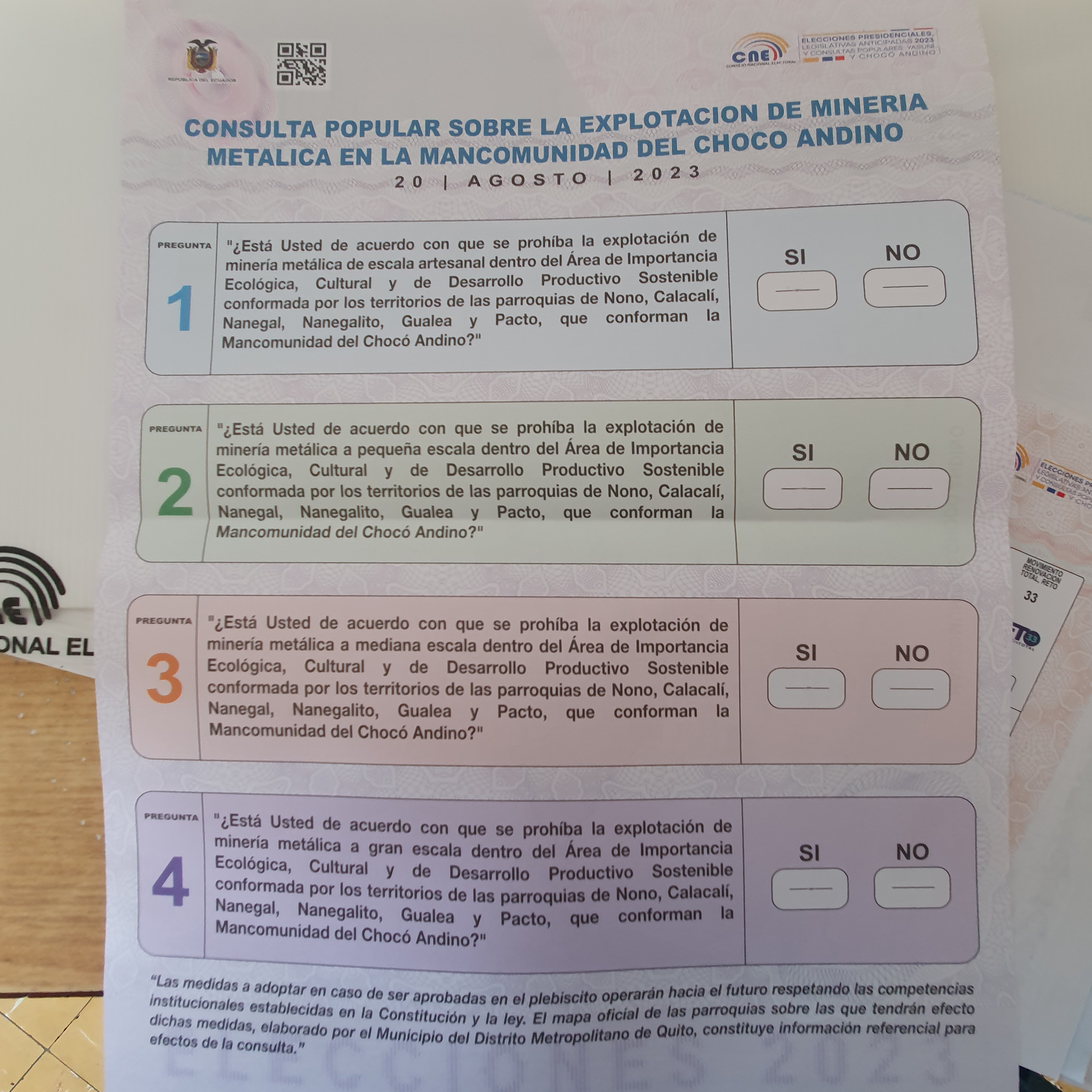
Papeleta de la Consulta

Las posturas que han presentado las diversas organizaciones políticas y sociales son las siguientes:
| Campaña por el Sí - Colectivo Quito Sin Minería - Coordinadora de Organizaciones para la Defensa de la Naturaleza - Unión Nacional de Educadores - Confederación de Nacionalidades Indígenas del Ecuador - Partido Unidad Popular - Partido Socialista Ecuatoriano - Avanza - Democracia Sí | Campaña por el No - Sociedad de Ingenieros del Ecuador - Cámara de Minería del Ecuador |

## Preguntas
La consulta popular contó con 4 preguntas que diferencian las 4 posibles escalas de explotación minera: artesanal, pequeña, mediana y grande. Las preguntas son las siguientes:

1. ¿Está Usted de acuerdo con que se prohíba la explotación de minería metálica de escala artesanal dentro del Área de Importancia Ecológica, Cultural y de Desarrollo Productivo Sostenible conformada por los territorios de las parroquias de Nono, Calacalí, Nanegal, Nanegalito, Gualea y Pacto, que conforman la Mancomunidad del Chocó Andino?

2. ¿Está Usted de acuerdo con que se prohíba la explotación de minería metálica a pequeña escala dentro del Área de Importancia Ecológica, Cultural y de Desarrollo Productivo Sostenible conformada por los territorios de las parroquias de Nono, Calacalí, Nanegal, Nanegalito, Gualea y Pacto, que conforman la Mancomunidad del Chocó Andino?

3. ¿Está Usted de acuerdo con que se prohíba la explotación de minería metálica a mediana escala dentro del Área de Importancia Ecológica, Cultural y de Desarrollo Productivo Sostenible conformada por los territorios de las parroquias de Nono, Calacalí, Nanegal, Nanegalito, Gualea y Pacto, que conforman la Mancomunidad del Chocó Andino?

4. ¿Está Usted de acuerdo con que se prohíba la explotación de minería metálica a gran escala dentro del Área de Importancia Ecológica, Cultural y de Desarrollo Productivo Sostenible conformada por los territorios de las parroquias de Nono, Calacalí, Nanegal, Nanegalito, Gualea y Pacto, que conforman la Mancomunidad del Chocó Andino?

## Resultados
El 31 de agosto, la Junta Provincial Electoral de Pichincha proclamó los resultados finales, los cuales fueron reconocidos por el Consejo Nacional Electoral el 18 de septiembre de 2023:
| Preguntas  | Sí      | Sí    | No      | No    | Blancos | Nulos  |
| Preguntas  | Votos   | %     | Votos   | %     | Votos   | Votos  |
| ---------- | ------- | ----- | ------- | ----- | ------- | ------ |
| Pregunta 1 | 990 997 | 68.04 | 465 400 | 31.96 | 120 710 | 74 549 |
| Pregunta 2 | 975 274 | 68.02 | 458 463 | 31.98 | 144 481 | 73 503 |
| Pregunta 3 | 988 455 | 68.50 | 454 490 | 31.50 | 134 984 | 73 741 |
| Pregunta 4 | 985 408 | 68.51 | 452 963 | 31.49 | 139 969 | 73 287 |